# 潮州话
潮州話，又稱潮汕話、潮語，即閩南語潮汕片，為漢藏語系漢語族閩語支閩南語下屬的一種方言，亦是潮州民系的母語，於海外的潮州民系聚居的地區也頗具影響力。其與閩南語主流方言泉漳片之間具有一定程度的相互理解性。

## 命名
潮州話在英文被稱為或者，分别是“潮州”兩字在潮州話和在粤语中的音譯。广义的潮州话指整个闽南语的潮汕片（dio5 suan1 piang3 / Tiô-suaⁿ-phiàng），通行于廣東省東部的潮州市、汕頭市、揭阳市以及梅州市管辖的豐順縣，在历史上，這些地区都属于潮州府辖境之内，因此仍有不少詞典、專著等學術著作将整个潮汕片方言统称为“潮州話”，《潮州話拼音方案》便是基於汕頭話為標準編纂的，而《潮汕大字典》則是基於潮州府城音。狭义的潮州话指潮州市通行的方言，也是潮汕片传统上的代表方言。

## 歷史
現代潮州話是閩南語的一種方言，與閩南語的泉漳片是同源關係，其音韻體系大致相同，在生活用語甚至戲劇上可以互通互用。此外，因為與畲族交往，潮州話也混入了不少畲語詞彙。
潮州話初始於秦漢，成型於唐宋，到了明末清初時期才形成自己獨立的語言體系。9世紀約唐代開始至15世紀期間，因耕地不足导致严重饥荒，一些闽南地区的漢人往海邊遷徙，到達廣東潮州一帶，莆田是潮州先民遷徙途中重要的一站，至今潮、漳泉兩地方言仍為同一系屬，即可見一斑。
由於地理隔絕，潮州話便逐漸發展為獨立的閩南語之方言。
潮州話源於潮州府，也就是其名稱的由來，古代潮州府包括今潮州、汕頭、揭陽、潮陽、普寧、潮安、饒平、惠來、澄海、豐順等。客家話為主的地區大埔都有說潮州話的居民。
18至20世紀期間，潮州居民是移居東南亞的主要華人族群之一，故此潮州話成為海外華人的主要方言之一。其中，很多潮州人在泰國和柬埔寨定居，成為當地最大的華人族群。潮州人在香港、越南、馬来西亞、新加坡和印尼（尤其是廖內省、北蘇門答臘省、南蘇門答臘省、西加里曼丹的坤甸和道房縣）形成重要的少數族群。一些潮州人也在澳大利亞、新西蘭、北美洲和歐洲居住，一些從潮州地區而來，一些則從東南亞而至。
可是，隨著全球化的普及，潮州人的母語使用者逐漸減少。而在大陆廣東則受到粵語和普通話競爭，受到共同文化和傳媒影響。很多原以潮州話為母語的新加坡華裔青少年，都轉而講英語和新加坡華語。现今有小部分的潮州籍的新加坡華裔青少年受到新加坡当地一些较多操新加坡福建話（與潮州話小部份互通）的新加坡華裔中年人和年长者讲闽台片闽南语方言（新加坡福建话，厦门话，台湾话）的影响之下，他们就改为讲闽台片闽南语来取代潮州话。一些中年人的新加坡潮州人已经融入泉漳闽南族群内，今日已改认同为福建闽南人。新加坡主导语言英语也漸漸取代潮州話，成為年輕人的母語。儘管如此，潮州話仍然是很多新加坡華人的母語，而潮州人也是新加坡華人第二大族群，僅次於福建閩南人。
在香港有超過七十萬名潮州人，但新一代大部份只會說粵語，加上他們不會跟自己族群通婚，不過有些在香港的潮州年轻人即使不會操潮州话，若父母雙方是潮州人，他們仍然懂潮州話的話，因為潮州話沒有F音，所以操的粵語（廣東話）充滿潮州口音，廣東話裡有不少潮州話成份，例如在香港多數用「架己冷（家己人）」來表示「自己人」，因此能操粵語、潮州語二種語言。
清代康熙年間，來自潮州府程鄉、平遠、鎮平三縣移民臺灣的人多為客家人，但在雍正之後，程鄉、平遠、鎮平三縣已不再屬於潮州府，而和惠州府興寧、五華二縣合併成立純客語區的嘉應直隸州，而來自這三地的移民也改稱來自嘉應州。而雍正之後，除了潮州府大埔、豐順二縣以外，來自潮州府的移民已多為閩南民系的潮州人，臺灣潮州人之後在語言方面被閩南語泉漳話融合了，甚至大多數人對祖籍已不理解，多以為是福佬客。

## 分区
传统上，民间将潮州话根据所处的流域分为三种腔调：韩江腔、练江腔、榕江腔。学术上，通常将潮州话分为两片：
- 潮汕小片（或称汕头小片）：包括汕头市的金平区、龙湖区、澄海区、南澳县；潮州市的湘桥区、潮安县、饶平县；揭阳市的榕城区、揭东区以及揭西县的棉湖镇、钱坑镇、凤江镇。此外梅州市丰顺县的汤南镇、汤坑镇、𨻧隍镇亦属于此小片。
- 潮普小片：包括汕头市的濠江区、潮阳区、潮南区；揭阳市的普宁市、惠来县。汕尾市的陆丰市甲子镇、甲东镇、甲西镇亦属于此小片。

两片之间的差异在于：潮普小片有一组唇齒塞擦音声母：[pf],[pfʰ],[ɱ],[bv]；潮汕小片中读/ɯ/的韵母，在潮普小片中读/u/。
《中国语言地图集》中将分布于汕尾市的闽南语方言也归入潮汕片中，许多研究将当地的闽南语列为潮汕片的第三个小片，称作“陆海片”或“汕尾片”。但由于海陆丰闽南语使用者通常不认同“潮州话”、“潮汕话”的称谓，在学术研究中，多使用“粤东闽语”一词指称潮汕片。

## 与其他语言之关系

### 现代标准汉语（普通话）
1980年代以来，随教育体系的逐渐完整及对外交流的发展，当地儿童從学龄前的幼儿园阶段就开始学习普通话，部分幼儿园甚至完全采用普通话教育。从小学阶段开始，普通話成为正式的教学语言。但校园内师生之间仍有较多的潮州话交流。当地人中青壮年龄以下的人群基本都能讲普通话，其中某些带有母语口音，而年长者对普通话的掌握相对较差。一般而言，接受过学校教育的人群能较好地使用普通话交流；同时，新世代人群中也出现了不会讲或不是很会讲潮州话的迹象。
潮州话母语使用者认为普通话的轻声最难掌握。另外，潮州話中，潮州、潮安、澄海一带的口音较“轻”，失去了齒齦鼻音[-n]的韻尾，故此潮州话使用者常常把普通话的该韵尾（聲母n）读成软腭鼻音[-ŋ]。而在练江片（潮南、惠来一带）人群中，语调中保留了较多的软腭鼻音。
闽南語和其分支不存在撮口呼（沒有前圓唇元音）及捲舌音。例如：閉前圓唇元音[y]誤讀成閉前不圓唇元音[i]；將普通話的清唇齒擦音[f]讀成清喉擦音[h]；将普通话声母zh[tʂ]、ch[tʂʰ]、sh[ʂ]和r[ʐ]分别读成[ts]、[tsʰ]、[s]和[z]。

### 客家話
由于潮安、饶平和揭阳接近廣東北部的客家话地区，这些地区的部分人群除了说潮州话，也说客家話。潮州人与客家人经常接触，但有趣的是，近代以来客家话对潮州话影响甚少。同样地，大埔和丰顺同为潮州话和客家话地区相交之处也有一些人说潮州话，纵使客家话仍是最主要语言。

### 粤语
1980年代以来，由于受香港和广州一带粤语方言区域的文化影响（尤其是香港电视剧和流行歌曲），很多年轻潮州人也能夠知曉粤语。现代潮州话的口语中使用不少来自粤语方言区的词汇。粵語也吸收不少來自潮州話及客家話的詞語，例如「口渴」讀成「口涸」、「喉乾」或「口乾」。

### 非汉语语言
很多潮州人移居到东南亚，故此潮州话在东南亚的发展受到当地语言——如泰语、高棉语、越南语和马来语等——的影响。
英語對潮州話也有少許影響，這些影響主要是透過新加坡、馬來西亞等前英國殖民地的潮州僑民傳回，典型例子就是潮州人叫貨車稱作「囉哩」（英文 Lorry 的音譯）。而打籃球時，投籃的潮州話是「述球」，其中的「述」是（英文 shoot 的音譯）；踢足球時，出界的潮州話是「漚屎」（英文 outside 的音譯） 。

## 语音
潮州话音节包含声母、韻頭（介音）、韻腹和韻尾。除了韻腹和聲調，其他音節的元素都並非必要。故此，韻腹只要配合聲調，就可以自成音節。以下分析列出羅馬拼音、國際音標（[ ]中者）和例字。

### 聲母
正如其他閩南語方言，潮州話是少數擁有濁阻礙音（塞音、擦音和塞擦音）的漢語方言。然而，潮州話與吳語和湘語不同，其濁塞音和擦音並非源自中古漢語的濁阻礙音，而是來自其鼻音。故此，濁塞音[b]和[g]其實分別是前鼻化輔音[mb]和[ŋg]。在早期的潮州話，濁齒齦塞擦音[dz]原本是擦音[z]，現時仍在一些方言出現。
除了喉塞音通常不被视为声母之外，所有下列圖表列出的輔音都可以用作聲母。喉塞音只作入聲韻尾之一，以h表示。
| 潮州話聲母 | 潮州話聲母       | 潮州話聲母 | 潮州話聲母  | 潮州話聲母 | 潮州話聲母 |
|            |                  | 双唇音     | 齿龈音      | 软腭音     | 喉音       |
| ---------- | ---------------- | ---------- | ----------- | ---------- | ---------- |
| 无擦浊音   | 鼻塞音           | m [m] 毛   | n [n] 娜    | ng [ŋ] 俄  |            |
| 无擦浊音   | 塞音与中塞邊通音 | bh [b] 無  | l [l] 羅    | gh [g] 鵝  |            |
| 清塞音     | 不送氣           | b [p] 波   | d [t] 多    | g [k] 哥   | - [Ø-ʔ] 哦 |
| 清塞音     | 送氣             | p [pʰ] 頗  | t [tʰ] 胎   | k [kʰ] 戈  |            |
| 清擦音     | 清擦音           |            | s [s] 思    |            | h [h] 何   |
| 塞擦音     | 濁音             |            | r [dz-z] 而 |            |            |
| 塞擦音     | 不送氣清音       |            | z [ts] 之   |            |            |
| 塞擦音     | 送氣清音         |            | c [tsʰ] 徐  |            |            |

### 韻母
四呼當中，潮州話有開口、齊齒和合口呼，故此韻頭（介音）有[i]和[u]，但並沒有撮口呼。
韻腹是唯一必須存在的音節元素，故此也是音節最重要的部分。它可以是元音、鼻化元音或成節輔音。除了饶平北部和潮安凤凰镇，潮州話普遍沒有韻尾[n]/[t]，下列拼音中以n為尾綴的韻母其實表示鼻化韻。元音韻腹有六個，分別是[a]、[o]、[e]、[i]、[u]和[ɯ]。絕大部份音節以元音為韻腹，但有一些音節不含元音，而是成節輔音雙唇鼻音[m]和軟齶鼻音[ŋ]。
韻尾通常是塞音或鼻音（實際上也可說是塞音，因為軟顎降低，讓空氣通過鼻腔），但是並非必要。元音韻尾共两個，分別是[i]和[u]。輔音韻尾共五個，包括塞音[ʔ]、[p]和[k]，鼻音[m]和[ŋ]，以及存在于饶平北部和潮安凤凰镇的[n]和[t]。
根據潮州話拼音方案，潮州話韻母共五十九個，如下：
| 潮州話韻母 | 潮州話韻母     | 潮州話韻母      | 潮州話韻母         |
| ---------- | -------------- | --------------- | ------------------ |
| 韻頭類別   | 開口呼         | 齊齒呼          | 合口呼             |
| 單複韻母   | e [ɯ] 余       | i [i] 衣        | u [u] 污           |
| 單複韻母   | a [a] 亞       | ia [ia] 呀      | ua [ua] 娃         |
| 單複韻母   | o [o] 窩       | io [io] 腰      |                    |
| 單複韻母   | ê [e] 啞       | iê [ie] 腰      | uê [ue] 鍋         |
| 單複韻母   | ai [ai] 哀     |                 | uai [uai] 歪       |
| 單複韻母   | oi [oi] 鞋     |                 |                    |
| 單複韻母   |                | ui [ui] 威      |                    |
| 單複韻母   | ao [au] 歐     |                 |                    |
| 單複韻母   | ou [ou] 烏     | iou [iou] 夭    |                    |
| 單複韻母   | iu [iu] 憂     |                 |                    |
| 鼻化韻母   | en [ɯ̃] 秧      | in [ĩ] 丸       |                    |
| 鼻化韻母   | an [ã] 噯      | ian [ĩã] 營     | uan [ũã] 鞍        |
| 鼻化韻母   | ion [ĩõ] 羊    |                 |                    |
| 鼻化韻母   | ên [ẽ] 楹      | （iên [ĩẽ] 羊） | uên [ũẽ] [橫]      |
| 鼻化韻母   | ain [ãĩ] 愛    |                 | uain [ũãĩ] [縣]    |
| 鼻化韻母   | oin [õĩ] 閑    |                 |                    |
| 鼻化韻母   |                | uin [ũĩ] 畏     |                    |
| 鼻化韻母   | aon [ãũ] [好]  |                 |                    |
| 鼻化韻母   | oun [õũ] [虎]  | ioun [ĩõũ] [貓] |                    |
| 鼻化韻母   | iun [ĩũ] 幼    |                 |                    |
| 鼻韻母     |                | im [im] 音      |                    |
| 鼻韻母     | am [am]庵      | iam [iam] 淹    | uam [uam] 凡       |
| 鼻韻母     | eng [ɤŋ] 恩    | ing [iŋ] 因     | ung [uŋ] 溫        |
| 鼻韻母     | ang [aŋ] 按    | iang [iaŋ] 央   | uang [uaŋ] 汪      |
| 鼻韻母     | ong [oŋ] 翁    | iong [ioŋ] 雍   |                    |
| 鼻韻母     | êng [eŋ] 英    | iêng [ieŋ] 焉   | uêng [ueŋ] 冤      |
| 入聲韻母   |                | ih [iʔ] 裂      | uh [uʔ]            |
| 入聲韻母   | ah [aʔ] 鴨     | iah [iaʔ] 益    | uah [uaʔ] 活       |
| 入聲韻母   | oh [oʔ] 學     | ioh [ioʔ] 約    |                    |
| 入聲韻母   | êh [eʔ] 厄     |                 | uêh [ueʔ] 劃       |
| 入聲韻母   | oih [oiʔ] 狹   |                 |                    |
| 入聲韻母   | aoh [auʔ] [樂] |                 |                    |
| 入聲韻母   | ib [ip̚] 邑     |                 |                    |
| 入聲韻母   | ab [ap̚] 盒     | iab [iap̚] 壓    | uab [uap̚] 法       |
| 入聲韻母   | eg [ɤk̚] [乞]   | ig [ik̚] 乙      | ug [uk̚] 熨         |
| 入聲韻母   | ag [ak̚] 惡     | iag [iak̚] 躍    | uag [uak̚] 蕕（獲） |
| 入聲韻母   | og [ok̚] 屋     | iog [iok̚] 育    |                    |
| 入聲韻母   | êg [ek̚] 液     | iêg [iek̚] 噎    | uêg [uek̚] 越       |
| 輔音音節   | m [m] 唔       |                 |                    |

1. 1 2 3 4 5 6 7 8 9 10 11 12 13 14 15  未在方案韻母表出現的韻母

- 括號中之韻母和例字並未在上述方案出現；方括號中之例字有輔音聲母，在此只取其韻。
- 加上方案沒有收錄的韻母，潮州話韻母共七十五個。
- 輔音音節共三個，並未在上述方案出現。

### 声调
潮州话跟其他汉语方言一样，是声调语言。它有八个声调，并有丰富的变调。
調值之數字是指聲調輪廓，1為最低，5為最高，拼音中的聲調以1至8表示，以汕头话为例：
| 聲調           | 陰平  | 陰上  | 陰去  | 陰入 | 陽平  | 陽上  | 陽去  | 陽入 |
| -------------- | ----- | ----- | ----- | ---- | ----- | ----- | ----- | ---- |
| 調值           | 33    | 52    | 213   | 2    | 55    | 35    | 11    | 4    |
| 調型           | 中平  | 高降  | 降升  | 低入 | 高平  | 高升  | 低平  | 高入 |
| 例子（文讀音） | 分    | 粉    | 訓    | 忽   | 雲    | 混    | 份    | 佛   |
| 拼音           | hung1 | hung2 | hung3 | hug4 | hung5 | hung6 | hung7 | hug8 |
| 白話字拼音     | hun   | hún   | hùn   | hut  | hûn   | hũn   | hūn   | hu̍t  |

#### 變調
兩個字（或字詞）連讀時，前面的字要變調，後面的字不變調，而此變調的規律是固定的。如果兩個以上的字連讀，則只有最後的字不變調。
各地的声调有所差异，列舉如下：
| 调类 | 调类   | 阴平    | 阴上            | 阴去            | 阴入            | 阳平      | 阳上      | 阳去    | 阳入    |
| ---- | ------ | ------- | --------------- | --------------- | --------------- | --------- | --------- | ------- | ------- |
| 潮州 | 单字调 | ˧˧ (33) | ˥˧ (53)         | ˨˩˧ (213)       | ˨˩ (21)         | ˥˥ (55)   | ˧˥ (35)   | ˩˩ (11) | ˦˦ (44) |
| 潮州 | 前变调 | ꜕꜔ (23) | ꜕꜓ (24)         | ꜓꜕ / ꜒꜔ (42/53) | ꜔꜔ / ꜓꜓ (33/44) | ꜕꜖꜔ (213) | ꜕꜖ (21)   | ꜖꜕ (12) | ꜕꜖ (21) |
| 汕头 | 单字调 | ˧˧ (33) | ˥˧ (53)         | ˨˩˧ (213)       | ˨ (2)           | ˥˥ (55)   | ˧˥ (35)   | ˩˩ (11) | ˥ (5)   |
| 汕头 | 前变调 | ꜔꜔ (33) | ꜔꜒ (35)         | ꜒꜒ (55)         | ꜒꜒ (55)         | ꜖꜖ (11)   | ꜕꜖ (21)   | ꜖꜕ (12) | ꜕ (2)   |
| 揭阳 | 单字调 | ˧˧ (33) | ˧˩ (31)         | ˨˩˧ (213)       | ˨ (2)           | ˥˥ (55)   | ˧˥ (35)   | ˩˩ (11) | ˥ (5)   |
| 揭阳 | 前变调 | ꜔꜔ (33) | ꜕꜔ / ꜔꜒ (23/35) | ꜔꜖ / ꜓꜕ (31/42) | ꜔ / ꜒ (3/5)     | ꜕꜕ (22)   | ꜕꜖ (21)   | ꜕꜖ (21) | ꜕ (2)   |
| 潮阳 | 单字调 | ˧˧ (33) | ˥˧ (53)         | ˧˩ (31)         | ˩˩ (11)         | ˥˥ (55)   | ˧˩˧ (313) | ˩˩ (11) | ˥˥ (55) |
| 潮阳 | 前变调 | ꜔꜔ (33) | ꜔꜖ (31)         | ꜒꜒ (55)         | ꜒꜒ (55)         | ꜖꜖ (11)   | ꜔꜔ (33)   | ꜔꜔ (33) | ꜖꜖ (11) |
| 饶平 | 单字调 | ˧˧ (33) | ˥˧ (53)         | ˨˩˧ (213)       | ˨˩ (21)         | ˥˥ (55)   | ˧˥ (35)   | ˨˩ (21) | ˦˦ (44) |
| 饶平 | 前变调 | ꜕꜔ (23) | ꜔꜒ (35)         | ꜒꜒ (55)         | ꜓꜓ (44)         | ꜖꜕ (21)   | ꜕꜖ (21)   | ꜖꜕ (12) | ꜕꜖ (21) |
| 澄海 | 单字调 | ˧˧ (33) | ˥˧ (53)         | ˨˩˨ (212)       | ˨ (2)           | ˥˥ (55)   | ˧˥ (35)   | ˩˩ (11) | ˥ (5)   |
| 澄海 | 前变调 | ꜔꜔ (33) | ꜕꜔ / ꜔꜒ (23/35) | ꜔꜖ / ꜓꜕ (31/42) | ꜔ / ꜒ (3/5)     | ꜖꜖ (11)   | ꜕꜖ (21)   | ꜖꜖ (11) | ꜕ (2)   |

- 潮州、揭阳、澄海三地的阴上、阴去、阴入变调有两种，当后字调类为阴上、阳平、阳入时，按表列第二种调值变调。
- 潮州、揭阳、澄海三地的阴上调做前字调类为阴上、阴去、阴入的两字变调组中的后字时，需变为꜕꜖ (21)调。

#### 轻声
在一些词组中，词组的后字存在着一种约定俗成的轻声变调。这种变调与前字无关，且都变为一个低调，性质与普通话的轻声类似，以下以汕头话为例：
| 调类     | 阴平 | 阴上 | 阴去 | 阴入 | 阳平 | 阳上 | 阳去 | 阳入 |
| -------- | ---- | ---- | ---- | ---- | ---- | ---- | ---- | ---- |
| 轻声变调 | 11   | 213  | 21   | 2    | 11   | 21   | 11   | 2    |

需要变调的词组主要有几类：
- 某些时间名词，如：后年/au35 nĩ55-11/ 正月/tsiã33 gueʔ5-2/ 前日/tsõĩ55 zik5-2/ 热天/zuaʔ5 tĩ33-11/。
- 做宾语的人称代词“我/ua53-213/”、你“/lɯ53-213/”、伊“/i33-11/”、人“/naŋ55-11/”以及表示人或人的复数的“伙/hue53-213/”。
- 数量词组做补语时，末尾的量词读轻声，如：坐蜀下/tso35 tsek5-2 e35-11/ 呾几句/tã213 kui53-213 ku213-21/
- 某些表示方位的名词语素或词缀，如：在锅底（在锅里）/to35 ue33 toi53-213/ 在山顶（在山上）/to35 sũã33 teŋ53-213/ 骹头（旁边）/kʰa33 tʰau55-11/ 只片（这一面）/tsi53 pʰĩ213-21/ 许块（那里）/hɯ53 ko213-21/
- 在结构助词“个/kai55/”结尾的词组中，如：青个/tsʰẽ33 kai55-11/
- 助词“着/tioʔ5-2/”、“了/liau53-213/”、“过/kue213-21/”也要读轻声。
- 趋向或结果补语“来”、“去”、“起”、“落”，如：行来/kĩã55 lai55-11/ 爬起来/peʔ2 kʰi53-213 lai55-11/
- 语气词/mẽ21/、/nẽ21/、/hẽ21/、/nõ21/都读低降调
- 单音节代词或形容词后用来表示“边”或者“度”的“势”字，如：只势/tsi53 si213-21/ 长势/tŋ̍55 si213-21/
- 某些主谓式词组的单音节述语也常读轻声，如：天光/tʰĩ33 kŋ̍33-11/ 肚困/tou53 kʰuŋ213-21/

### 文白异读
潮州话有丰富的文白异读，几乎可以各成系统，如「非」、「敷」、「奉」母字，其辅音文读为[h]，白读为[p]或[pʰ]；「知」、「彻」、「澄」母字，文读为[ts]、[tsʰ]，白读为[t]、[tʰ]等等。
文读音和中古的《广韵》音有严整且简单的对应关系。不过，中古音的[n]/[t]韵尾只存在于饶平北部、潮安凤凰镇以及丰顺、揭阳、普宁等潮客交界处，在其他各地，大多数字转读为[ŋ]/[k]，少数字转读为[m]/[p]（如按《潮州音字典》，“患”在潮安念[huam]，而非[huaŋ]，也非[hueŋ]）。
白读音和中古的《广韵》音的对应较为复杂，尤其是韵母部分。声母部分与上古汉语对应较统一，只是上古时期缺乏音韵的科学记录，韵母方面的变化难以考究。

## 文法
潮州话文法与南方汉语方言相若，尤其是客家话和粤语。潮州话语句一般以主谓宾结构为主，有时配合小词就可变为主宾谓结构。

### 词法

#### 代词

##### 人称代词
潮州话的人称代词正如其他汉语方言，没有格之分，例如「我」uá是第一人称，「伊侬」i-nâng指第三人称「他们」等。闽南語正如南島語系，“我们”一词分为包括性和排除性。如果听话者都包括在内，就要使用包括性代词「咱」náng，否则就用「阮」uáng。其他南方方言如粤方言和客家方言的并没有如此区别。
|          | 單數  | 單數        | 眾數                    | 眾數                    | 眾數                |
| 第一人稱 | 我 uá | 我          | 包括性                  | 俺 náng                 | 咱們                |
| 第一人稱 | 我 uá | 我          | 排除性                  | 阮 uáng、úng 或ńg       | 我們                |
| 第二人稱 | 汝 lṳ́ | 你          | 恁 níng                 | 恁 níng                 | 你們                |
| 第三人稱 | 伊 i  | 他/她/牠/它 | 伊侬 i--nâng （𪜶 ing） | 伊侬 i--nâng （𪜶 ing） | 他們/她們/牠們/它們 |

註：排除性的意思是不包括談話對方（正在聽話的人）在內的「我們」
补充：
1.潮州話除了“伊儂”外，口語中還經常使用伊儂的合音「𪜶」，来表示「他們」。
2.亦有潮州人使用「我儂」和「汝儂」，意為我們和你們。

##### 所有格代詞
潮州話不區分所有格代詞和所有格形容詞。一般規則是人稱代詞加上“其”，便組成所有格代詞或形容詞，概說如下：
|          | 單數        | 單數                | 眾數               | 眾數               | 眾數                        |
| 第一人稱 | 我其 uá kāi | 我的                | 包括性             | 咱其 náng kāi      | 咱們的                      |
| 第一人稱 | 我其 uá kāi | 我的                | 排除性             | 阮其 uáng kāi      | 我們的                      |
| 第二人稱 | 汝其 lṳ́ kāi | 你的                | 恁其 níng kāi      | 恁其 níng kāi      | 你們的                      |
| 第三人稱 | 伊其 i kāi  | 他的/她的/牠的/它的 | 伊侬其 i--nâng kāi | 伊侬其 i--nâng kāi | 他們的/她們的/牠們的/它們的 |

例句：本書是我其púng tsṳ sǐ uá kāi：這本書是我的。
不過，有時“其”字也可以略去，例如當代詞後面是量詞，例如：
我條裙uá tiâu kûng（我的裙）
补充：有时所有格的＂其＂字也可以省略，例如：恁孥 níng nôu、恁仔 níng kiáⁿ（你的兒子）

##### 指示代詞
潮州話的指示代詞分為指近和指遠，概說如下：
|      |      | 指近                          | 指近   | 指遠                         | 指遠           |
| ---- | ---- | ----------------------------- | ------ | ---------------------------- | -------------- |
| 一般 | 單數 | 兹個 tsí kāi                  | 這個   | 許個 hṳ́ kāi                  | 那個           |
| 一般 | 眾數 | 兹撮 tsí tshoh                | 這些   | 許撮 hṳ́ tshoh                | 那些           |
| 空間 | 空間 | 兹塊 tsí-kò                   | 這裡   | 許塊 hṳ́-kò                   | 那裡           |
| 空間 | 空間 | 兹內 tsí-lãi                  | 這裡面 | 許內 hṳ́-lãi                  | 那裡面         |
| 空間 | 空間 | 兹口 tsí-kháu                 | 這外面 | 許口 hṳ́-kháu                 | 那外面         |
| 時間 | 時間 | 兹當 tsí-tǹg                  | 最近   | 許陣/當/回 hṳ́-tsûng/tǹg/huê  | 那時，那個時候 |
| 時間 | 時間 | 兹陣/回 tsí-tsûng/huê         | 現在   | 許陣/當/回 hṳ́-tsûng/tǹg/huê  | 那時，那個時候 |
| 狀語 | 狀語 | 兹樣(連讀為「照」)生 tsiò-seⁿ | 像這樣 | 許樣(連讀為「遐」)生 hiá-seⁿ | 像那樣         |
| 程度 | 程度 | 兹樣(連讀為「照」) tsiòⁿ      | 這麼   | 許樣(連讀為「遐」) hiòⁿ      | 那麼           |
| 類型 | 類型 | 者個 tsiá kāi                 | 這種   | 夫個/許個 hiá kāi/hí kāi     | 那種           |

##### 疑問代詞
| 誰                   | 誰                   | 底𫢗 [ti tiaŋ]                         |
| 誰                   | 誰                   | 底個 [ti kai]                          |
| 誰                   | 誰                   | 底人 [ti naŋ]                          |
| 什麼                 | 什麼                 | 乜個 [miʔ kai]                         |
| 什麼（種類的）+ 名詞 | 什麼（種類的）+ 名詞 | 乜 + 名詞 [miʔ]                        |
| 哪個                 | 哪個                 | 底 + 數詞 + 量詞 + （名詞）[ti]        |
| 哪裡                 | 哪裡                 | 底塊 [ti ko]                           |
| 何時                 | 何時                 | 𫢗時 [tiaŋ si]                         |
| 怎樣                 | 做法                 | 做呢 [tso ni]                          |
| 怎樣                 | 狀態                 | 在些（樣） [tsai sẽ ĩẽ]                |
| 怎樣                 | 狀態                 | 乜些樣 [miʔ sẽ ĩẽ]                     |
| 怎樣                 | 狀態                 | 什乜樣 [si miʔ ĩẽ]                     |
| 多少（可數）         | 多少（可數）         | 幾 + 量詞 + 名詞 [kui]                 |
| 多少（可數）         | 多少（可數）         | 若多 + （量詞） + （名詞）[dzieʔ tsoi] |
| 多少（不可數）       | 多少（不可數）       | 若多 [dzieʔ tsoi]                      |
| 為什麼               | 為什麼               | 做呢 [tso ni]                          |

#### 數詞
序數詞語跟現代標準漢語的差不多。
| 發音           | 大寫 | 小寫 | 數值 | 備注                                                                                      |
| -------------- | ---- | ---- | ---- | ----------------------------------------------------------------------------------------- |
| leŋ5           | 零   | 〇   | 0    | “空”[kʰang3]表达相同意义。                                                                |
| ik̚4/tsek̚8/ɪaʊ1 | 壹   | 一   | 1    | 也读為蜀[tsek̚8]，“蜀”、“一”在用法上有分工。 弌为未被接受的另一种大寫 幺[ɪaʊ1]表达相同意义。 |
| dzi6/no6       | 貳   | 二   | 2    | 也读為两[no6]（本字），“两”、“二”在用法上有分工。 为未被接受的大寫                        |
| sã1/sam1       | 叄   | 三   | 3    | 为未被接受的大寫                                                                          |
| si3            | 肆   | 四   | 4    |                                                                                           |
| ŋou6           | 伍   | 五   | 5    |                                                                                           |
| lak̚8/lok8      | 陸   | 六   | 6    |                                                                                           |
| tsʰik̚4/tsʰek̚4  | 柒   | 七   | 7    |                                                                                           |
| poiʔ4          | 捌   | 八   | 8    |                                                                                           |
| kau2/kiu2      | 玖   | 九   | 9    |                                                                                           |
| tsap̚8/sip̚8     | 拾   | 十   | 10   | “什”为未被接受的大寫，因為此字可以改成“伍”字                                              |

數字如作序數，其前面加上“第” [tõĩ6]。习惯上，“一”用作序数词，读作[ik̚4]，“蜀”用作基数词，读作[tsek̚8]；“二”用作序数词，读作[dzi6]，“兩”用作基数词，读作[no6]。大数不依此例。

### 句法

#### 动词短语

##### 语态
潮州话的被动语态中，施事者短语“给某人”必须讲明，并以“乞” [kʰoiʔ4]（一些人会读成 [kʰɤʔ]或[kʰiɤʔ]，有地区读成[kʰeʔ]）或“分” [puŋ1]作开端，即使这“某人”可能是不存在或不知是谁人。粵語也採用此句式，用「俾」表達。例如：
- 伊分儂刣掉。[i1 puŋ1 naŋ7 tʰai5 tiou7]

相對粵語：佢俾人殺咗。
官話白话文：他/她被（人給）殺了。
按照白话文，我们可以单用施事者介绍词“被”或者“给”，而不提及施事者；但在潮州话，下面这句在文法上是错的：
- 個杯分敲掉。[kai5 pue1 puŋ1 kʰa1 tiou7]

白话文：杯子給打破了。
应该说成：
- 個杯分儂敲掉。[kai5 pue1 puŋ1 naŋ7 kʰa1 tiou7]

相對粵語：個（隻）杯俾人打爛咗。
白话文：杯子给人打破了。
虽然不知谁人打破了杯子。
施事者短语“分儂”[puŋ1 naŋ7]永远都紧随主语，并非句子之末，也不像一些如德语和荷兰语的欧洲语言，在助动词和过去分词之间。

#### 疑问句
一般疑问句多采用选择问的格式，原生语法没有是非问：
- 汝是毋是学生？[lɯ2 si6 m7 si6 hak8 seŋ1] / 汝是学生啊謎？[lɯ2 si6 hak8 seŋ1 a1 mi6]

白话文：你是不是学生／你是学生吗？
除非表达反诘语气：
- 汝是学生耶？[lɯ2 si6 hak8 seŋ1 e2]（严格地说，潮州市区“耶”读低降调，与阴上调不同，可认为是语气助词读轻声）

白话文：你是学生啊？（表达难以置信的语气）
但近年受其他方言影响，在书面化的语境中，也可以出现是非问，即使用“主谓短语+语气助词”构成疑问句，语气助词借自普通话或广州话。

#### 比較句

##### 兩個或以上名詞
潮州話的比較句結構是“X + 形容詞 + 過[kue3] + Y”，被認為源自中古漢語的“X + 形容詞 + 於 + Y”結構：
- 伊雅過汝。[i1 ŋia2 kue3 lɯ2]

白話文：他/她比你漂亮。
粵語使用同樣的結構：
- 佢靚過你。[kʰœy5 leŋ3 kʷɔ3 nei5]

白話文：她/他比你漂亮。
然而，由於普通話影響力愈來愈大，其結構“X比Y + 形容詞”影響潮州話。於是，以上的例句可以變成：
- 伊比汝雅。[i1 pi2 lɯ2 ŋia2]

白話文：他/她比你漂亮。

##### 只有一個名詞
包含“過”或“比”的結構，都需要兩個或更多的名詞以作比較。如果只提及一個名詞，就會組成殘缺的句子：
- 伊雅過（？）。

在此情況，需要使用“夭”，或者“愈”的結構：
- 伊夭雅。[i1 iou6 ŋia2]
- 伊愈雅。[i1 zu6 ŋia2]

普通話和粵語的情況都一樣。只提及一個用來比較的名詞時，需要轉用另一種句式。潮州話和普通話都使用前修飾語（形容詞前），而粵語則使用後修飾語（形容詞後）：
- 普通話：她比較漂亮
- 粵語：佢靚啲[kʰœy5 leŋ3 ti1]

潮州話中，有兩個字本身有比較的意思，就是“贏”[ĩã5]和“輸”[su1]。它們可以獨立使用，或者加上“過”字：
- 这領裙輸（過）許領。[tsi2 nĩã2 kuŋ5 su1 kue3 hɯ2 nĩã2]

白話文：這條裙子不夠那條好。
- 我內個電腦贏伊個好多。[ua2 lai6 kai7 tieŋ6 nau2 ĩã5 i1 kai7 hoʔ2 tsoi7]

白話文：我（家裡）那部電腦比這部好很多。
如果表示更大的程度差別，可以在句末使用狀語“好多”[hoʔ2 tsoi7]。

##### 相等
潮州話中，“平”[pẽ5]或者“平樣”[pẽ5 ĩẽ7]用來表達相等的概念：
- 只本書佮許本平（樣）重。[tsi2 puŋ2 tsɯ1 kaʔ4 hɯ2 puŋ2 pẽ5 taŋ6]

白話文：這本書和那本書一樣重。
- 伊兩儂平平樣。[i1 no6 naŋ5 pẽ5 pẽ5 ĩẽ7]

白話文：他們都一樣（他們長相一樣/他們一樣那麼好/壞）。

##### 最級
潮州話以副詞“上”[siaŋ5]或“上頂”[siaŋ5 teŋ2]表示最級。而且，“上頂”通常帶有褒義：
- 只間物上頂好食。[tsi2 kõĩ1 mueʔ8 siaŋ5 teŋ2 ho2 tsiaʔ8]

白話文：這間（餐廳）（的東西）是最好吃的。
- 伊儂對我上好。[i1 naŋ5 tui3 ua2 siaŋ5 ho2]

白話文：他們對我最好。

## 词汇
潮州话的词汇与粤语有甚多相似之处，因为两者交流频繁。正如粤语，潮州话有很多单音节的词语，隐约反映出其历史之悠久，因为单音节在中古汉语十分普遍。然而，自现代标准汉语规范化以来，潮州话吸收了很多普通话词汇，多数是多音节的。而且，由于很多潮州人移居东南亚，潮州话加入了不少来自马来语的词汇。

### 古老词汇
潮州話保留不少古代漢語詞彙，許多用詞亦與其他閩南語方言（如臺灣話）相同。例如   「目」[mak]（眼睛；臺灣話：目/ba̍k）、  「灱」[ta]（乾；臺灣話：焦/ta）、「走仔」（女兒；臺灣話：查某仔）、「囥」[kʰɤŋ]（藏；臺灣話：囥/khǹg）等。
潮州話中运用古语词的例子还有：洗浴（洗澡）、箸（筷子）、伊（他、她）、雅（漂亮）、衫（衣服）、鼎(鍋)等等。

### 外语词汇
除了马来语，海外地区的潮州话也借用了英语词汇，这些词汇中有部分还曾随华侨回国交流而传回，但目前这些外语借词在国内已經較少用。
马来语：
- 馬淡 [ma2dan6] ：逮捕
- 巴剎 [pasar] ：市场
- 咕哩 [gu1li2] ：苦力（實為音意兼譯之源於英語coolie一字）
- 嘛哪 [mana]  wu chia?：哪儿有车？
- 朱律 [tsu luk]，雪茄，马来语cherut的借音词。
- 动角 [dong6 gag4]，手杖，借自马来语tongkat.
- 五脚砌 [ngou6 ka1 gih4]，马来语叫kaki lima，lima是数词“5”，kaki（马来语本意是“脚”）在这里是指量词“英尺”（英语：feet，本意也是“脚”的复数）。新马城镇临街骑楼下面的人行道，宽度为5英尺，故马来语称之为kaki lima。近代潮汕等地的城镇出现西式街区，也和新马一样在临街骑楼下设人行道，以方便行人遮阳避雨，并借用了马来语的称呼，lima义译为“五”，kaki半音译半义译为“脚基”。
- 朵隆 [do5 long5]，借用马来语tolong，有两种意思，一是请求帮忙、照顾，一是请求宽恕、开恩。
- 松芒 [song mong]，骄傲、忘乎所以，借自马来语sombong，音稍变

泰语：
- 角毕（也作“䇶筚”） [gag4 big4]，皮箱，借自泰语，角是皮革的意思，毕是箱的意思。
- 康霜 [k'ang seng]，冷冻。康是关禁的意思，借自泰语。潮州人称冰为霜。这个词是泰国的潮州人造出来的，或者是澄海音的“冚霜”或“盖霜”（kam3 seng1；澄海读作kang3 seng1；意为“覆盖上冰块”，为海上冰冻渔获的常用方式，而海外潮州渔民多为澄海人），又传入潮州本土。关进冷冻房里冰过的鱼肉，在潮州話里叫做康霜鱼、康霜肉。[來源請求]

英语：
- 目頭 [mag8tao5] ：商标
- 基羅 [gi1lo5] ：公斤、公里或千瓦
- 巴仙 [pa sieŋ] ：百分比
- 咯离 [lo1 li5] ：罗里/卡车

## 書寫系統

### 漢字
大部分潮州話的字都可以寫成漢字。大部分汉字也可以用潮州话朗读。但如同粤语等语言，按照文本逐字阅读并不符合语言习惯。例如表示口渴，字面读是“口渴”（kao2 guah4）但口语常说“喉乾”（ao5 da1）。故当人们用潮州话读这种白话文的时候，按照场合和要求不同，有时逐字标准读出，有时朗读者会习惯上根据潮州话语法、词汇及用语调整字面文句，用潮州话复述出来。
然而，小部分的獨特詞彙沒有標準字，原因有數。潮州話詞彙傾向古老，在日常中文比較罕見；有關漢語方言拼寫的研究比較少，不如傳統中文語文學的其他範疇。而且，一些潮州話獨有的字，其實可能並沒有字。由于沒有標準字，民众有三种方式解决写字问题：借用别字，生造新字，同音替代。

#### 训读
借用意义相近的别字，久而久之就变成约定俗成，于是被借的汉字获得了新的读音，这新的读音就是被借汉字的训读音，比如：黑色通常读做[ou1 sek4]而非[hek4 sek4]，其实就是借用“黑”字记录“乌”的意思，并把“黑”[hek4]训读做“乌”[ou1]，“黑”字只有在近年的新词中才会读做[hek4]。前述的“喉乾”[au5 ta1]也是训读，“乾”文读做[kan1]，白读做[kuã]，但表达「乾」的原字应为“灱”（ta1，普通话读作xiāo），只是借用“乾”字记录。

#### 生造新字
生造新字的办法，通常是用形声字的原理，先找出发音相同或接近的通用汉字作为声旁，再加上形旁，也有极少数是生造的会意字。例如“有无”的“有”字，“月”下面去掉两横(冇)和去掉一横都有一字且意义相反。

#### 同音字的互用
这种书写方式在新一辈受过良好普通话教育但缺乏母语教育的青少年中较为流行，是一种标新立异的办法，在一定程度上也可以看作是“生造新字”办法的简化。因为受标准化系统，主要是计算机系统的限制，生造新字可操作性很差，某些人在并不严肃的场合干脆用发音相同或接近的通用汉字记音。当然，以前也有这种偷懒的办法，而且久而久之也会变成约定俗成。比如，作为结构助词的“个”[kai5]，表示修饰、所有等含义，其本字是“其”，这在《尚书》中可以看到起源：“朕其弟”（我的弟弟），与汉藏语系中其他古老的语言如藏语可以对应，与汉语在南方的各种方言如广州话、苏州话有相同用法和相近读音，也可以按照音韵学论证其读音的演变（“其”与“驶”，“使”，“狸”同韵），不过可能因为“其”文读音[ki5]更为流行，且在汉语文言中另有高雅用法，民众选用了“个”记录这个结构助词。

### 潮語白話字
19世紀中葉，隨著汕頭被開放為通商口岸，大量基督教傳教士來到潮地傳教。為了便於傳教，這些傳教士必須學習和表記潮州話，他們便發明了一種叫「白話字」（Pe̍h-ūe-jī）的教會羅馬字來表記汕頭話。此白話字與閩南語泉漳片的白話字外形比較相似，但在表記方式等方面存在著諸多差異。1876年，用汕頭土白寫成的《路加福音》出版刊行，這也是第一次用汕頭土腔羅馬字出版的《聖經》，此後，又用汕頭土白先後出版了《創世紀》、《約拿記》、《雅各書》、《馬太福音》、《使徒行傳》、《馬可福音》等聖經的章節，為基督教在潮地的發展做出了巨大貢獻。此套白話字系統後來也被用來表記潮州話。1915年，潮州土白的《新約聖經》出版刊行。

### 潮州話拼音方案
中國廣東省教育部門在1960年推出《潮州話拼音方案》，做了潮州話羅馬化，以便利語言學研究和字典出版。方案以汕頭市的潮州話語音為基礎，以拉丁字母拼寫語音，聲調以上標數字顯示。

## 对潮州话的研究
潮州话是闽语各分支中较早被研究的一种方言。清嘉庆年间，郑昌时在《韩江闻见录》的“备论潮音”一节中，记录了当时潮州话语音的一些情况。19世纪中叶，随着汕头被开放为通商口岸，基督教传教士纷至沓来。他们学习潮州话，并创造了潮语白话字、编写了潮州话词典。清末民初，有潮州人参照闽南语泉漳片韵书，相继编写了《潮声十五音》、《击木知音》（又名《汇集雅俗十五音全本》）、《潮语十五音》等等潮州话韵书。近年来，越来越多海内外学者开始研究潮州话。潮州话有自己的《潮州方言字典》，并且有不少研究论著。

## 流行文化
虽然目前潮州话面临传承危机，但是也出现用潮州话创作的流行文化作品。流行歌曲方面，有“六甲番乐队”、“野草寮乐队”、“玩具船长乐队”（南澳方言）、音乐人王以诺等，编创潮州话摇滚歌曲、民谣、电音等等。电影方面，在20世纪中叶起涌现不少潮剧电影，而后在20世纪末衰落。近年来也出现以潮汕为主题且用潮州话为主要语言的电影作品，主要是短片（学生作品或实验性作品），一部分长片及数部院线电影，有潮汕电影创作人的组织“观潮KwanTeo”。甚至出现了“潮汕电影新浪潮”的说法，代表性的作品如剧情片《之后的一周》（提名first青年影展）、短片《夏日句点》（柏林电影节最佳短片特别奖）、自然纪录片《野性潮州》（有潮州话旁白版）、动画电影《陈小姐的森林》（法国潮州裔导演作品）等。